# E1 regulatorna sekvenca
E1 je regulatorna sekvenca za insulinski gen.